# The Race (Serie)
The Race (Eigenschreibweise THE RACE, englisch für „Das Rennen“) ist eine deutsche Reality-Serie, die vom YouTuber Dave in Zusammenarbeit mit Joyn produziert wird. Die erste Staffel wurde 2024 ausgestrahlt, 2025 die zweite Staffel. Eine dritte Staffel wurde im Mai 2025 angekündigt.

## Konzept und Regeln
In jeder Staffel treten fünf Teilnehmer gegeneinander an, um ohne Geld und Smartphones eine vorgegebene Strecke zu bewältigen. Dabei sind sie darauf angewiesen, Transportmittel zu organisieren, Verpflegung zu erhalten und Unterkünfte zu finden. Das Ziel ist es, als Erster den definierten Endpunkt zu erreichen.
Alle Teilnehmer von The Race dürfen nur denselben, begrenzten Rucksackinhalt mit sich führen, darunter Landkarten, eine Wasserflasche, Grundnahrungsmittel sowie Kameraequipment. Der Verkauf, Tausch oder das Verleihen der Ausrüstung ist verboten. Zudem dürfen sie keine Versprechungen für die Zeit nach dem Rennen machen oder Außenstehenden erzählen, dass sie für die Serie drehen. Externe Hilfe durch Freunde, Bekannte oder Behörden darf nicht angenommen werden. Auch das Bilden von Teams ist verboten.
Fahrzeuge dürfen genutzt werden, jedoch ist das Überschreiten von maximal einer Ländergrenze pro Fahrt gestattet. Für denjenigen, der ein eigenes Fortbewegungsmittel erwirbt, gilt diese Regel nicht mehr. Kommerzielle Flüge sind nicht erlaubt, private hingegen schon. Straftaten führen zur Disqualifikation, während bestimmte Kavaliersdelikte wie Mundraub, Hausfriedensbruch ohne Schäden, Lügen, Wildcampen und Schwarzfahren toleriert werden. Beim ersten erwischten Schwarzfahren gilt eine zwölfstündige Sperre für öffentliche Verkehrsmittel, beim zweiten Mal erfolgt die Disqualifikation.

## Staffel 1

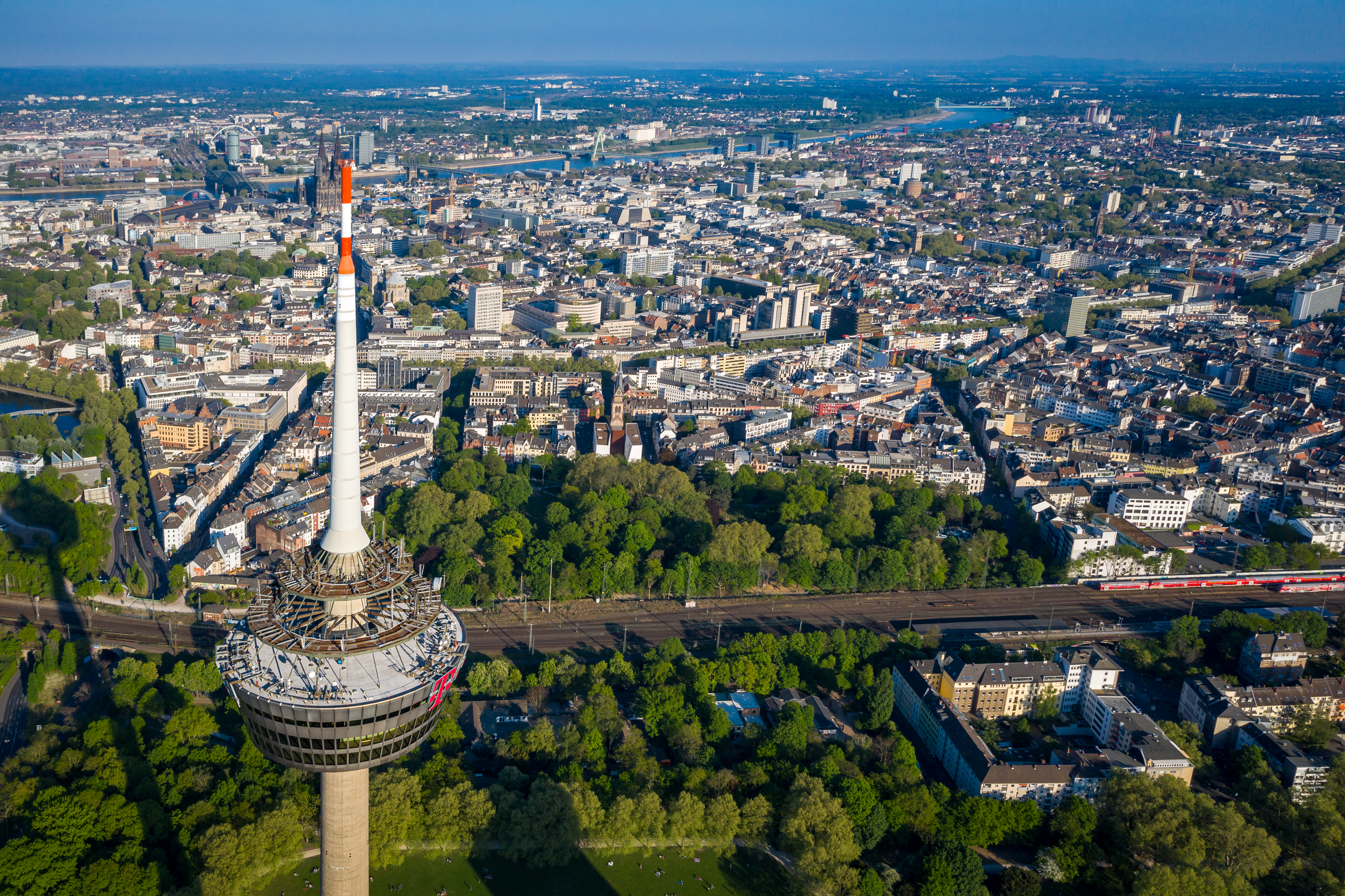
Ziel der ersten Staffel: Der Colonius in Köln

Die erste Staffel von The Race wurde zwischen dem 16. Juni und 17. Juli 2024 auf Joyn und von 30. Juni bis 31. Juli 2024 auf dem YouTube-Kanal von Dave veröffentlicht. ProSieben strahlte die Serie ab dem 10. August 2024 jeweils samstags ab 16:50 Uhr aus. Die Teilnehmer wurden in Tanger (Marokko) ausgesetzt und sollten so schnell wie möglich nach Köln (Deutschland) kommen. Der Gewinner der Staffel wurde Daniel Ngl und konnte sich ein Preisgeld von 25.000 Euro sichern. Sobald der erste Teilnehmer das Ziel erreichte, war die Show für alle anderen Kandidaten ebenfalls zu Ende.
Zusätzlich zu den regulären Folgen wurden zwei Behind the Scenes veröffentlicht. Zudem wurden fünf Interviews mit den Kandidaten nach der Staffel exklusiv auf Joyn veröffentlicht.

### Teilnehmer
An der ersten Staffel nahmen fünf Teilnehmer teil:
- David „Dave“ Henrichs (disqualifiziert in Folge 7)
- Brian Jakubowski
- Laurens Saggau
- Daniel Ngl (Gewinner)
- Jovan Uljarevic

### Folgen
| Folge | Titel (YouTube)                     | Titel (Joyn)                            | Veröffentlichung (Joyn) | Länge          | zurückgelegte Strecke pro Folge in km | zurückgelegte Strecke pro Folge in km | zurückgelegte Strecke pro Folge in km | zurückgelegte Strecke pro Folge in km | zurückgelegte Strecke pro Folge in km |
| Folge | Titel (YouTube)                     | Titel (Joyn)                            | Veröffentlichung (Joyn) | Länge          | Daniel                                | Brian                                 | Dave                                  | Jovan                                 | Laurens                               |
| ----- | ----------------------------------- | --------------------------------------- | ----------------------- | -------------- | ------------------------------------- | ------------------------------------- | ------------------------------------- | ------------------------------------- | ------------------------------------- |
| 01    | Ohne Geld ausgesetzt in Afrika      | Ohne Geld ausgesetzt in Afrika          | 16. Juni 2024           | 40 min.        | 3                                     | 7                                     | 3                                     | 5                                     | 13                                    |
| 02    | Der einzige Weg nach Europa         | Die einzige Möglichkeit Richtung Europa | 19. Juni 2024           | 52 min.        | 32                                    | 64                                    | 29                                    | 35                                    | 60                                    |
| 03    | Die erste Nacht bricht an           | Die ersten Fehlentscheidungen           | 23. Juni 2024           | 51 min.        | 23                                    | 33                                    | 147                                   | 69                                    | 37                                    |
| 04    | Alles auf eine Karte                | Fremde werden Freunde                   | 26. Juni 2024           | 40 min.        | 130                                   | 126                                   | 625                                   | 114                                   | 166                                   |
| 05    | Harte Tage, Härtere Nächte          | „Es geht nicht mehr“                    | 30. Juni 2024           | 40 min.        | 124                                   | 4                                     | 6                                     | 5                                     | 8                                     |
| 06    | Das Notfall-Telefon klingelt        | Das Notfall-Telefon klingelt            | 3. Juli 2024            | 44 min.        | 8                                     | 11                                    | 385                                   | 693                                   | 7                                     |
| 07    | Ein Fehler ändert alles             | Ein Fehler ändert alles                 | 7. Juli 2024            | 39 min.        | 7                                     | 610                                   | 919                                   | 459                                   | 12                                    |
| 08    | Die Karten werden neu gemischt      | Die Karten werden neu gemischt          | 10. Juli 2024           | 37 min.        | 397                                   | 22                                    | – 1                                   | 8                                     | 14                                    |
| 09    | Kopf an Kopf auf der letzten Etappe | Kopf an Kopf auf der letzten Etappe     | 14. Juli 2024           | 37 min.        | 553                                   | 747                                   | – 1                                   | 348                                   | 6                                     |
| 10    | Das große Finale                    | Das große Finale                        | 17. Juli 2024           | 50 min.        | 1237                                  | 555                                   | – 1                                   | 312                                   | 789                                   |
|       |                                     |                                         |                         | Strecke        | 2514                                  | 2179                                  | 2114                                  | 2048                                  | 1112                                  |
|       |                                     |                                         |                         | Endplatzierung | 1.                                    | –                                     | DSQ                                   | –                                     | –                                     |

### Rezeption und Kritik
Fast jede der Folgen erreichte auf YouTube mehr als eine Million Aufrufe, Folge 1 sogar 3 Millionen Aufrufe. Auch auf dem Streaminganbieter Joyn gelangen der Staffel „gute Abrufzahlen“, bei der Ausstrahlung auf ProSieben allerdings nur Quoten zwischen 1,1 % und 3,4 %.
Kathrin Martens vom Nachrichtenportal Watson kritisiert, sich in Marokko „wegen eines Spiels von den Einheimischen Geld geben zu lassen oder nicht für ein Ticket zu zahlen“ sei gelinde gesagt frech. Dennoch gebe es in dem Format, das „durchaus Unterhaltungspotenzial“ habe, „spannende und herzerwärmende Momente“. Karsten Scholz vom Magazin Mein MMO lobt die Abwechslung, die durch fünf verschiedene Charaktere mit sehr verschiedenen Herangehensweisen entstünde. Das sei „unterhaltsam“ und fessele den Zuschauer. Diverse YouTube-Kollegen von Dave, darunter der Schöpfer von 7 vs. Wild Fritz Meinecke und Papaplatte lobten das Format in ihren Reactions ebenfalls.
Bei den Videodays 2024 gewann die erste Staffel der Serie den Preis Best of Longform.

## Staffel 2

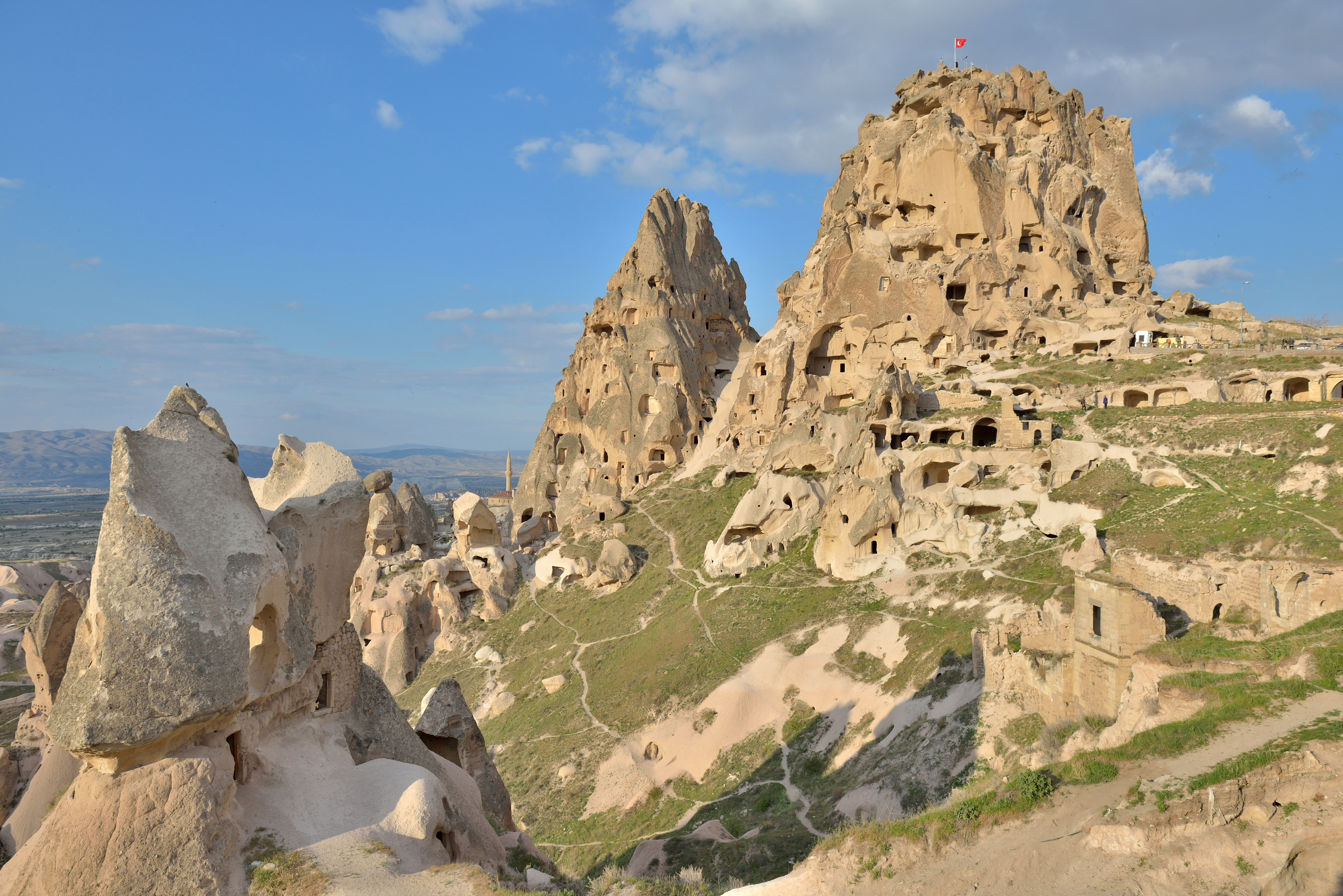
Ziel der zweiten Staffel: Die Burg Uçhisar in Kappadokien

Die zweite Staffel umfasst 14 Folgen. Erstmalig nahmen mit Felix und Rahel zwei Wildcard-Bewerber an The Race teil, mit Rahel auch erstmalig eine Frau. Die Teilnehmer starteten in Paris (Frankreich), das Ziel war ihnen anfangs nicht bekannt. Erst nach erfolgreicher Lösung eines Rätsels, für welches man verschiedene Orte in Paris aufsuchen musste, wurde das Ziel der Reise am Ende der zweiten Folge auch dem Zuschauer mitgeteilt: Uçhisar (Türkei). Im Vergleich zur ersten Staffel hatten in der zweiten Staffel alle Teilnehmer die Möglichkeit, ins Ziel zu kommen. Die Person, die zuerst im Ziel ankam, gewann ein Preisgeld in Höhe von 15.000 Euro, der zweite Platz 10.000 Euro, der dritte Platz 5.000 Euro.
Die Ausstrahlung auf Joyn begann am 9. März 2025 und endete am 24. April 2025. Auf YouTube wurden die Folgen wie bereits bei der ersten Staffel zwei Wochen später auf dem YouTube-Kanal von Dave veröffentlicht, die Premierenfolge am 23. März. Seit dem 27. April strahlt ProSieben die 14 Folgen der Serie immer sonntagvormittags im linearen Programm aus.
Zusätzlich zu den regulären Folgen wurde ein achtteiliges Behind the Scenes exklusiv auf Joyn veröffentlicht. Darüber hinaus wurden auf Joyn fünf Interviews mit den Kandidaten nach der Staffel sowie eine Bonusfolge, die die Reise des Ersatzkandidaten dokumentiert, veröffentlicht.

### Teilnehmer
Auch an der zweiten Staffel nahmen fünf Teilnehmer teil:
- Rahel (1. Platz, 15.000 Euro)
- Felix Mensebach (2. Platz, 10.000 Euro)
- Lézan (3. Platz, 5.000 Euro)
- David „Dave“ Henrichs
- Daniel Großhans (ausgeschieden in Folge 12)

### Folgen
| Folge | Titel                         | Veröffentlichung (Joyn) | Länge          | zurückgelegte Strecke pro Folge in km | zurückgelegte Strecke pro Folge in km | zurückgelegte Strecke pro Folge in km | zurückgelegte Strecke pro Folge in km | zurückgelegte Strecke pro Folge in km |
| Folge | Titel                         | Veröffentlichung (Joyn) | Länge          | Rahel                                 | Felix                                 | Lézan                                 | Dave                                  | Daniel                                |
| ----- | ----------------------------- | ----------------------- | -------------- | ------------------------------------- | ------------------------------------- | ------------------------------------- | ------------------------------------- | ------------------------------------- |
| 01    | Ohne Geld ausgesetzt in Paris | 9. März 2025            | 38 min.        | –                                     | –                                     | –                                     | –                                     | –                                     |
| 02    | Das Ziel von THE RACE         | 13. März 2025           | 32 min.        | –                                     | –                                     | –                                     | –                                     | –                                     |
| 03    | Die Reise beginnt             | 16. März 2025           | 54 min.        | 632                                   | 36                                    | 41                                    | 59                                    | 273                                   |
| 04    | Kilometer um Kilometer        | 20. März 2025           | 43 min.        | 31                                    | 346                                   | 39                                    | 94                                    | 152                                   |
| 05    | Schlaflose Nächte             | 23. März 2025           | 47 min.        | 585                                   | 473                                   | 226                                   | 745                                   | 304                                   |
| 06    | Eine Fahrt ändert alles       | 27. März 2025           | 47 min.        | 130                                   | 97                                    | 603                                   | 84                                    | 320                                   |
| 07    | Blinder Passagier             | 30. März 2025           | 55 min.        | 874                                   | 194                                   | 422                                   | 393                                   | 97                                    |
| 08    | Auf Autobahn rausgeworfen     | 3. April 2025           | 46 min.        | 630                                   | 420                                   | 2                                     | 19                                    | 427                                   |
| 09    | „Nie wieder!“                 | 6. April 2025           | 59 min.        | 81                                    | 404                                   | 89                                    | 478                                   | 9                                     |
| 10    | Eine unerwartete Chance       | 10. April 2025          | 66 min.        | 573                                   | 330                                   | 172                                   | 378                                   | 53                                    |
| 11    | Von der Polizei mitgenommen   | 13. April 2025          | 55 min.        | 214                                   | 710                                   | 411                                   | 344                                   | 150                                   |
| 12    | Der Anruf                     | 17. April 2025          | 50 min.        | – 2                                   | 244                                   | 383                                   | 234                                   | 145                                   |
| 13    | Den Rucksack verloren         | 20. April 2025          | 33 min.        | – 2                                   | 472                                   | 546                                   | 244                                   | – 3                                   |
| 14    | Das große Finale!             | 24. April 2025          | 24 min.        | – 2                                   | – 2                                   | 740                                   | 740                                   | – 3                                   |
|       |                               |                         | Strecke        | 3750                                  | 3726                                  | 3674                                  | 3812                                  | 1935                                  |
|       |                               |                         | Endplatzierung | 1.                                    | 2.                                    | 3.                                    | 4.                                    | DNF                                   |